# Silene cambessedesii
Silene cambessedesii är en nejlikväxtart som beskrevs av Pierre Edmond Boissier och Reuter. Silene cambessedesii ingår i släktet glimmar, och familjen nejlikväxter. Inga underarter finns listade i Catalogue of Life.

## Bildgalleri

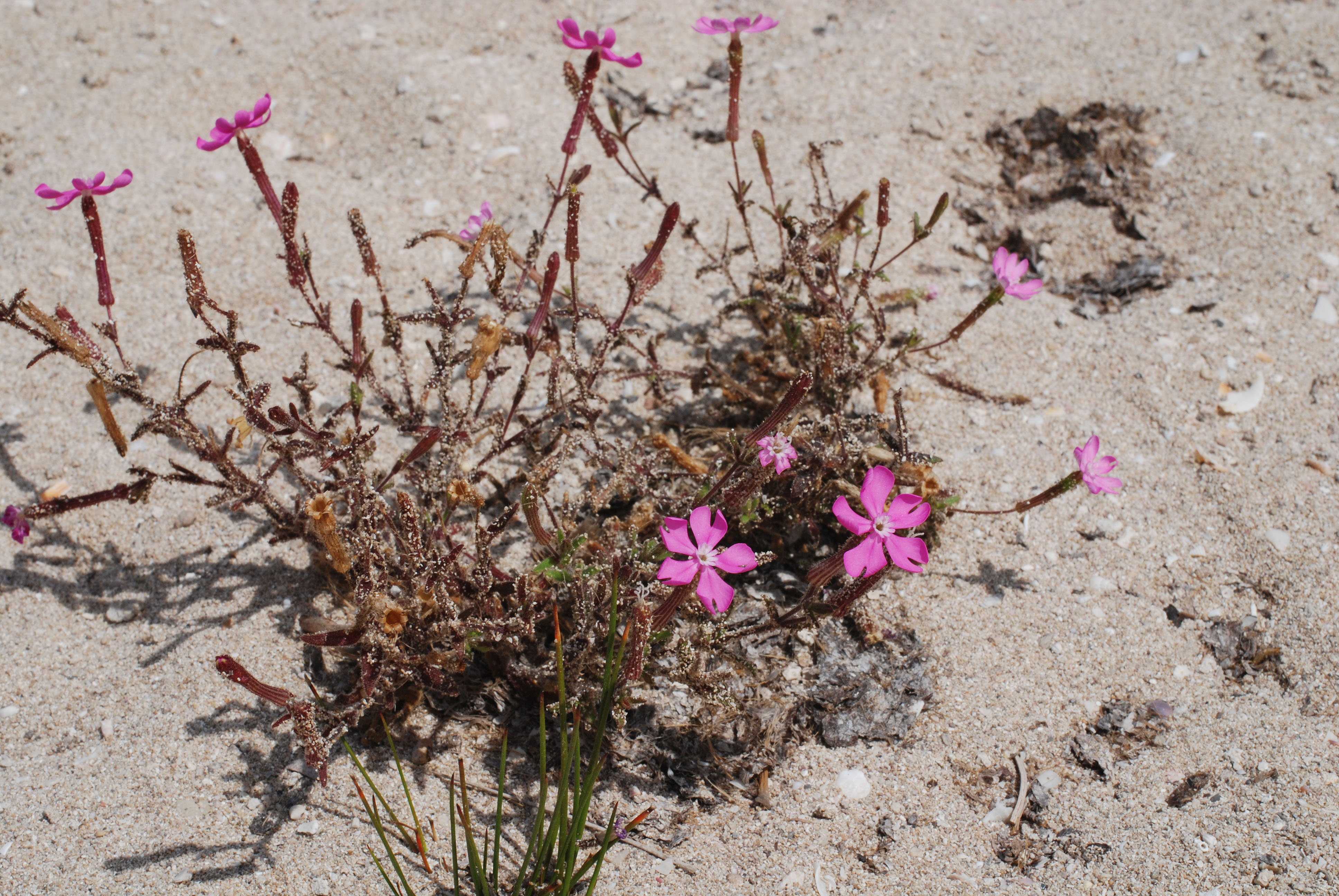